# اندیس شمال غرب چهار گوشتلی
شمال غرب چهار گوشتلی یک اندیس فلزی است که در حوالی شهر مشکان استان خراسان قرار دارد و مادهٔ معدنی موجود در آن، مس است.سنگ میزبان این اندیس ولکانیک ، آندزیت است  در این اندیس، پاراژنز‌های کوارتز یافت می‌شوند.